# جسر غيتسهيد ميلينيوم
جسر غيتسهيد ميلينيوم أو جسر الألفية في غيتسهيد (بالإنجليزيّة: Gateshead Millennium Bridge) يُطلق عليه عندما يكون في حركة الميول جسر رمشة العين  هو جسر مائل قابل للحركة مُخصَّص للمشاة والدرّاجات، يقطع نهر تاين في مقاطعة تاين ووير في إنجلترا، المملكة المتحدة تحديدًا بين مدينتيّ نيوكاسل أبون تاين وغيتسهيد. تم الانتهاء من بنائه عام 2001 احتفاءً بالألفيّة الثالثة.
يُعد الجسر بمثابة رمزًا للمشروع القائم الذي يهدف إلى إعادة إحياء واجهة رصيف ميناء غيتسهيد المُطلّة على نهر تاين، ويقع إلى جانب مركز البلطيق للفن المعاصر، وعلى مقربة من مسرح سايج غيتسهيد، حيث يتماثل قوسه المُميَّز في شكله مع الشكل العام لسقف المسرح المجاور.

## التصميم
تم تصميم الجسر بطراز عمارة فائقة التكنولوجيا عبر مكتب ويلكنسون آير المعماري. يتشكّل الجسر من منحنيين، يُشكّل أحدهما السطح والآخر الهيكل الداعم له والذي يمتد بين رصيفيّ النهر المتوازيين. وللسماح بعبور السفن تحت الجسر، يميل القوس العلوي قليلاً إلى الأسفل ساحبًا معه المسار إلى الأعلى، فيتشكّل ممر فوق النهر. وعند حدوث ذلك تتسع مساحة المسار من 105 أمتار إلى 120 مترًا لتوفير مساحة كافية لعبور السفن.
يتم تشغيل الجسر بواسطة ستة مكابس هيدروليكيّة قطرها 45 سنتمترًا، ثلاثة على كل جانب، تعمل جميعها بواسطة محرك كهربائي سعته 55 كيلو واط. ويسمح الجسر عند ارتفاعه بمرور السفن الصغيرة والقوارب التي يصل ارتفاعها إلى 25 مترًا. تستغرق حركة الجسر أقل من 4 دقائق ونصف للدوران على درجة 40 اعتمادًا على سرعة الرياح.

## تكريم
لقد تم منح مكتب ويلكنسون آير المعماري عدة جوائز بسبب التصميم الفريد لهذا الجسر:
- جائزة ستيرلينغ من المعهد الملكي للمهندسين المعماريين البريطانيين عام 2002
- جائزة جيفورد عام 2003
- جائزة أفضل هيكل من الرابطة الدولية للجسور والتصاميم الإنشائية عام 2005

## صور

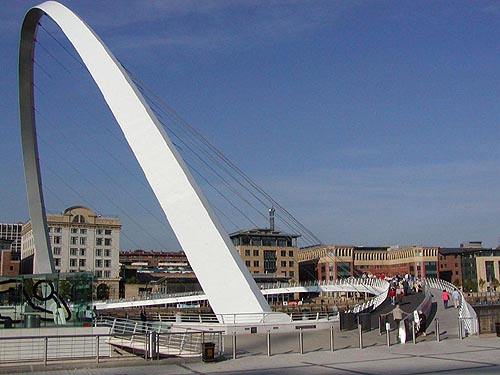
منظر للجسر من غيتسهيد
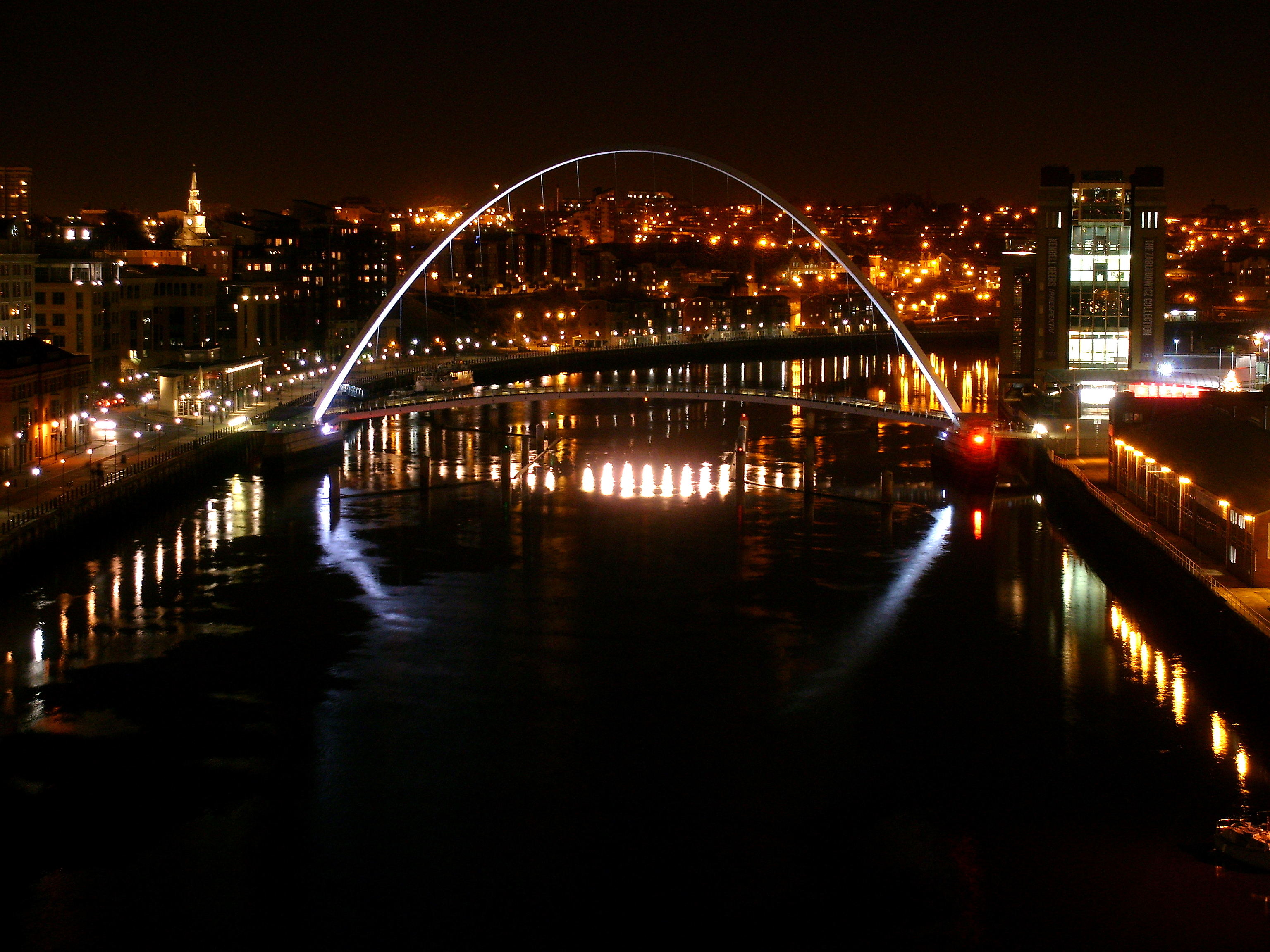
الجسر ليلاً
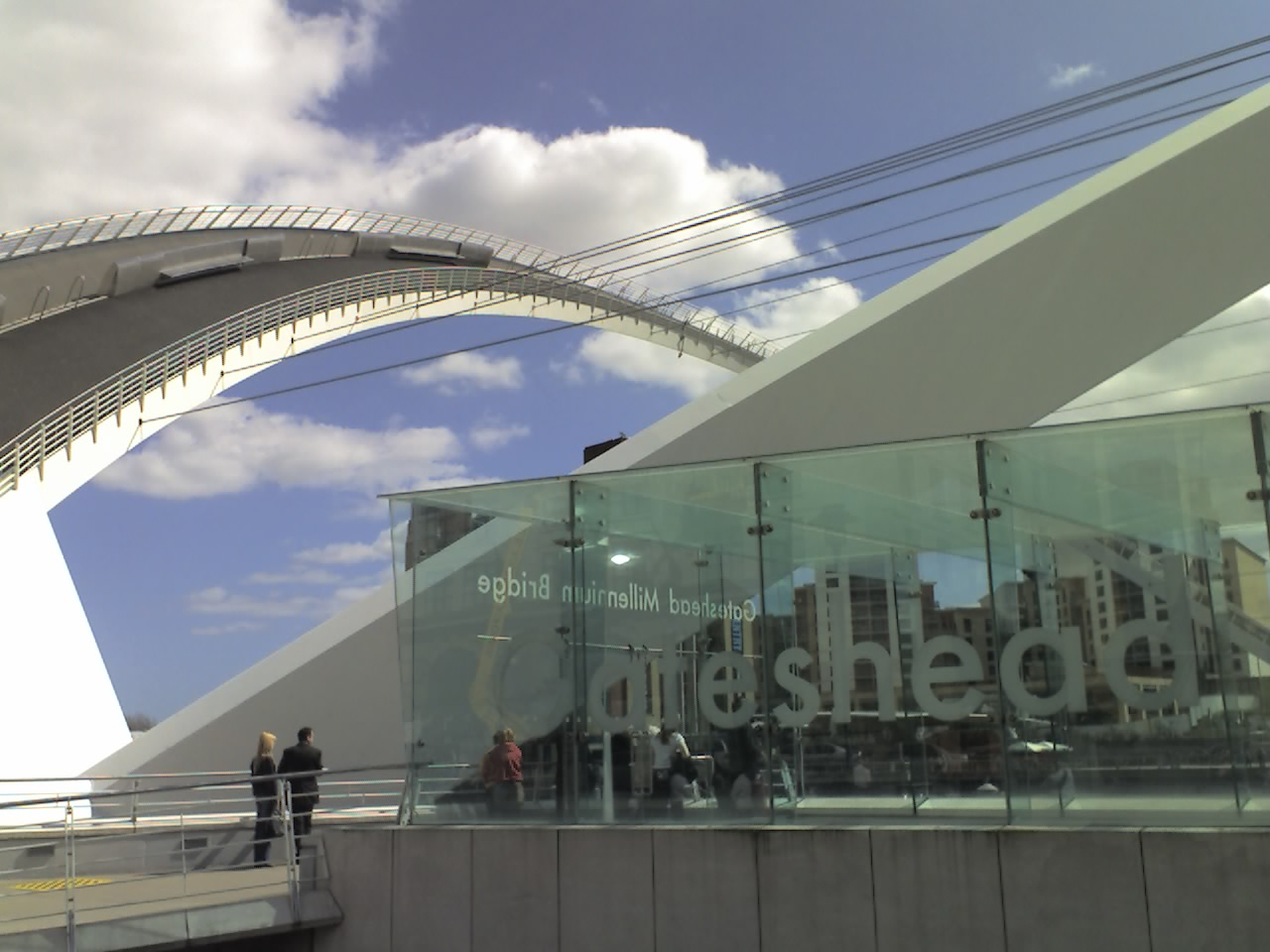
صورة مقربة للمحاور عند فتح الجسر
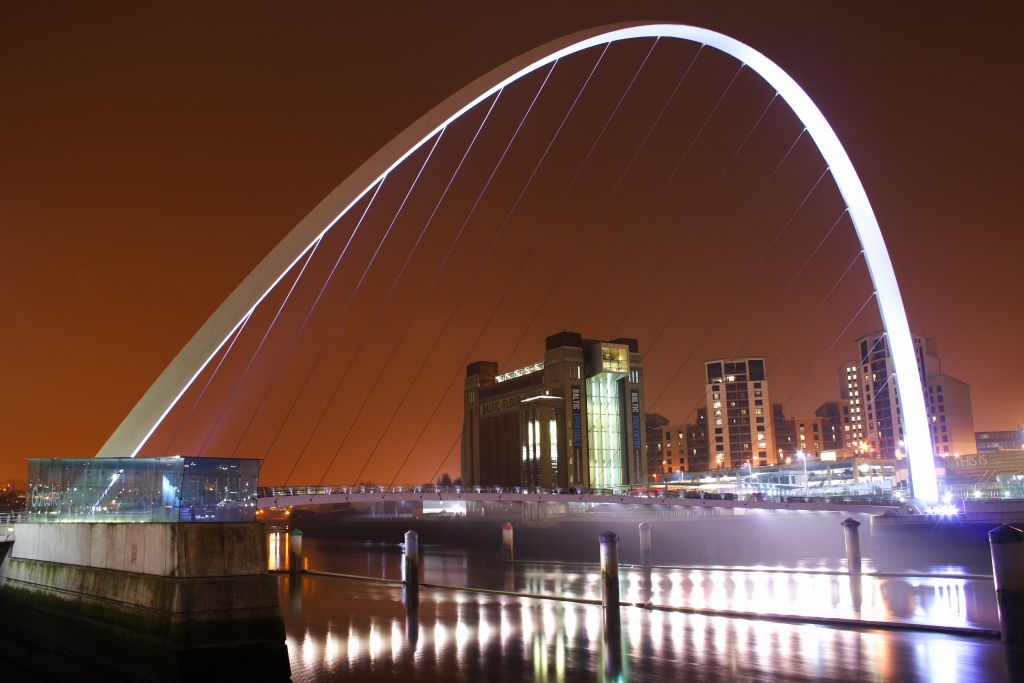
منظر للجسر من جهة نيوكاسل
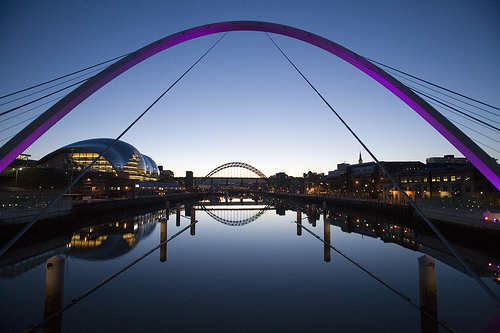
منطر من الجسر نفسه
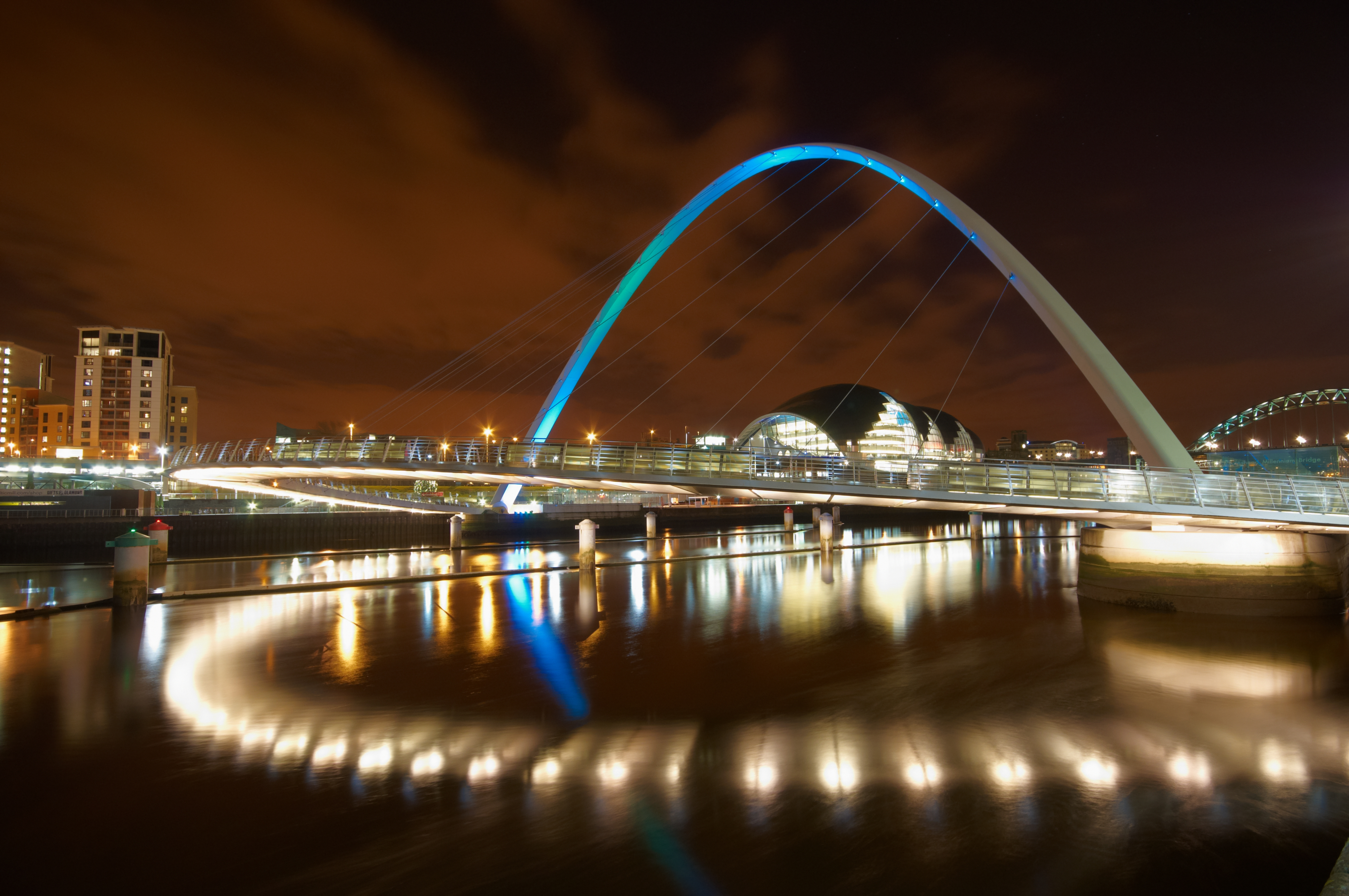
لقطة ليلية للجسر

## وصلات خارجية
- جسر غيتسهيد ميلينيوم  على موقع ستركتر

```
(بالإنجليزية)
```

- صفحة مجلس غيتس هيد (بالإنجليزية)
- جسر غيتس هيد ميلينيوم على يوتيوب